# Eudorylas fujianensis
Eudorylas fujianensis är en tvåvingeart som beskrevs av Xu 2003. Eudorylas fujianensis ingår i släktet Eudorylas och familjen ögonflugor. Inga underarter finns listade i Catalogue of Life.